# Église Saint-Louis de Gonzague de Koningslo
Pour les articles homonymes, voir église Saint-Louis-de-Gonzague.
L'église Saint-Louis de Gonzague de Koningslo (en néerlandais : parochiekerk Sint-Aloysius van Gonzaga) est une église néerlandophone situé dans le quartier de Koningslo dans la commune de Vilvorde au numéro 55 de la chaussée romaine (Romeinsesteenweg). 

## Histoire
Avant la révolution française, Koningslo possédait une chapelle dédiée à saint Laurent en face de l'église actuelle, mais celle-ci fut détruite à la révolution française.
Déjà dans les années 1920, la construction d'une église pour desservir les quartiers du  Mutsaard, Koningslo et Beauval est envisagée mais on construit d'abord la première église du Christ-Roi de Laeken pour desservir les trois quartiers. Il faudra encore attendre une dizaine d'années pour voir une nouvelle chapelle reconstruite à Koningslo.
En 2014, la paroisse est fusionnée avec une des deux paroisses de Beauval (paroisse Saint-Jean-Berchmans) et celle de Strombeek-Bever (Paroisse Saint-Amand),,.

## Bâtiment
C'était une église halle en brique de plan rectangulaire. À l'origine, elle était blanchie à la chaux mais ce n'est plus le cas aujourd'hui.